# Élections provinciales afghanes de 2019
Les élections provinciales afghanes de 2019 ont lieu le 28 septembre 2019 en Afghanistan afin de renouveler les conseillers provinciaux de ses 34 provinces pour un mandat de quatre ans. Une élection présidentielle a lieu le même jour.